# Johann Caspar Ferdinand Fischer
Johann Caspar Ferdinand Fischer (Alemanya, c. 1656 - Rastatt, Alemanya, 27 de març de 1746) fou un compositor i teclista alemany del Barroc. Conegut per ser el màxim representant de la influència del barroc francès a Alemanya i per haver influït amb les seves obres, al seu torn, en el compositor Johann Sebastian Bach.
Tot i ser una figura prominent en el desenvolupament musical del període barroc, de la composició i de la fuga, Se sap molt poc de la vida de Johann Caspar Ferdinand Fischer. Oblidat per la ploma de biògrafs, i rares vegades interpretat, ha aconseguit mantenir el seu nom en la història de la música com un dels més importants compositors de teclat de l'Alemanya barroca i gràcies a la influència que va tenir sobre el compositor Bach.
Se'l sol recordar, més que pel valor intrínsec del seu art, per la capacitat de crear noves tendències. En la seva col·lecció Journal du Printemps (1695) establia dins del barroc instrumental alemany un model de suite orquestral que reprendrien Bach i Telemann entre d'altres. A Ariadna Musica (1702) oferia el més directe antecedent del Clavecí ben temperat, al reunir vint parelles de preludis i fugues escrits en altres tantes tonalitats. Però els mèrits de Fischer no es limiten a obrir portes per als altres, entre aquests ajudà i aconsellà a Ritter que més tard fou un gran organista i compositor. Ell mateix va ser un excel·lent compositor i un hàbil contrapuntista, com confirma la gran admiració que li professava Bach (en el segon volum del Clavecí ben temperat el subjecte de la fuga en mi bemoll major cita de manera explícita un tema d'Ariadna Musica).

## Biografia
Johann Caspar Ferdinand Fischer va néixer al voltant de 1656 a Alemanya. La primera notícia concreta de la seva vida apareix al voltant de 1692, quan va ser nomenat mestre de capella (Kapellmeister) del marcgravi Ludwig (Lluís) de Baden a Schlakenwerth. Aquest lloc era el millor que un músic podia assolir durant el Barroc.
El 1695, Fischer va publicar la seva primera obra Le Journal du Printemps consistant en airs et balets a 5 parties et les trompettes a plaisir a Augsburg. A l'any següent va publicar Les Pieces de Clavessin a Schlakenwerth i el 1702 l'Ariadne Musica neo-organoedum en aquest mateix lloc. Després de desenvolupar la seva tasca a Schlakenwerth, a Bohèmia, el 1720 es trasllada a Rastatt, on es presumeix que va romandre fins a la seva mort esdevinguda el 27 de març de 1746.
A més de les obres per a teclat i orquestra, Fischer va escriure així mateix algunes òperes d'estil venecià, de les quals no se'n conserva cap.

## Obres
| Any  | Opus   | Títol                                                                  |
| ---- | ------ | ---------------------------------------------------------------------- |
| 1695 | Opus 1 | Le Journal du Printemps…                                               |
| 1696 | Opus 2 | Les Pièces du Clavecin també anomenades Musicalisches Blumen-Büschlein |
| 1701 | Opus 3 | Vesperae, seu Psalmi pro toto anno                                     |
| 1702 | Opus 4 | Ariadne Musica neo-organoedum…                                         |
| 1711 | Opus 5 | Litaniae Lauretanae                                                    |
| 1732 |        | Blumenstrauss                                                          |
| 1738 |        | Musicalischer Parnassus                                                |
|      |        | Singspiel Vergnügte Ehe-Liebe…                                         |
Font: "Fischer, Johann Caspar Ferdinand. Honegger, Marc (Ed.), Dictionnaire de la musique (pàg. 345, vol. 1). (1970). França: Bordas.)